# Krzemienica (Mielec)
Pour les articles homonymes, voir Krzemienica (homonymie).
Krzemienica est une localité polonaise de la gmina de Gawłuszowice, située dans le powiat de Mielec en voïvodie des Basses-Carpates.